# Amblypalpis
Amblypalpis is een geslacht van vlinders van de familie tastermotten (Gelechiidae).

## Soorten
- A. olivierella Ragonot, 1886
- A. tamaricella Danilevsky, 1955